# Sebastian Huber
Sebastian Huber (26 de junio de 1901-6 de marzo de 1985) fue un deportista alemán que compitió en bobsleigh en las modalidades doble, cuádruple y quíntuple.
Participó en tres Juegos Olímpicos de Invierno entre los años 1928 y 1936, obteniendo dos medallas, bronce en Sankt Moritz 1928 y bronce en Lake Placid 1932. Ganó tres medallas de oro en el Campeonato Mundial de Bobsleigh entre los años 1931 y 1935.

## Palmarés internacional
| Juegos Olímpicos   | Juegos Olímpicos                  | Juegos Olímpicos  | Juegos Olímpicos |
| Año                | Lugar                             | Medalla           | Prueba           |
| ------------------ | --------------------------------- | ----------------- | ---------------- |
| 1928               | Sankt Moritz (Suiza)              | Medalla de bronce | Quíntuple        |
| 1932               | Lake Placid (Estados Unidos)      | Medalla de bronce | Cuádruple        |
| Campeonato Mundial |                                   |                   |                  |
| Año                | Lugar                             | Medalla           | Prueba           |
| 1931               | Oberhof (Alemania)                | Medalla de oro    | Doble            |
| 1934               | Garmisch-Partenkirchen (Alemania) | Medalla de oro    | Cuádruple        |
| 1935               | Sankt Moritz (Suiza)              | Medalla de oro    | Cuádruple        |